# Charles Lynch (Jurist)
Charles Lynch (1736–1796) war ein Plantagenbesitzer, Politiker und Revolutionär in der Kolonie Virginia. Er leitete ein außerordentliches Gericht in Virginia, das während des Unabhängigkeitskrieges Unterstützer der Briten bestrafte.

## Leben
An seiner Geburtsstätte, dem Gut Chestnut Hill am Ufer des James River, gründete sein älterer Bruder später die Stadt Lynchburg.
Sein Vater war als Vertragsknecht auf Zeit um 1725 aus Irland gekommen. Nachdem er seine Zeit abgearbeitet hatte, heiratete Lynch senior die Tochter seines Herrn. Mit Unterstützung seines Schwiegervaters wurden die Lynches zu großen Tabakfarmern. Nach dem Tod des Seniors fiel der Betrieb an den ältesten Sohn, John. Lynch seniors Witwe schloss sich 1750 den Quäkern an. Sohn Charles heiratete 1755 Anne Terrill und zog mit seiner Frau ins Bedford County. An der Stelle ihres Gutes Green Level befindet sich heute die Stadt Altavista. Dort zog das Paar fünf Kinder groß.
Seine Mitbürger drängten Lynch, für die Virginia General Assembly zu kandidieren; zunächst weigerte er sich, da seine Religion ihm verbot, einen Amtseid abzulegen. 1767 wurde er dennoch Friedensrichter, woraufhin ihn seine Glaubensbrüder verstießen. Er diente im House of Burgesses und bei den Virginia Conventions bis 1778, als er Oberst in der Miliz wurde. 1780 war er an einigen Vorfällen beteiligt, bei denen Verdächtige im Schnellverfahren mit Auspeitschen, Beschlagnahmungen oder Zwangsverpflichtungen bestraft wurden. Dieses Vorgehen wurde von der Virginia General Assembly 1782 nachträglich legitimiert. Es ist unklar, ob der Begriff "Lynchjustiz" tatsächlich auf Charles Lynch zurückgeht.
Nach der Revolution diente Lynch von 1784 bis 1789 im Senat von Virginia.